# Kaktusmoos
Das Kaktusmoos (Campylopus introflexus), auch als Langhaariges oder Haartragendes Krummstielmoos bezeichnet, ist ein Laubmoos aus der Familie Leucobryaceae.
Das Moos stammt ursprünglich aus den subtropischen bis kalt-gemäßigten Breiten der Südhemisphäre. Es ist in Nordamerika und Europa eingeschleppt worden. Der sogenannte invasive Neophyt erweist sich bei der Besiedlung vor allem der Küstendünen und anderen Sandlebensräume besonders in den Niederlanden, Belgien und Deutschland als problematisch, da das Moos die Artenzusammensetzungen und das Erscheinungsbild der dort kennzeichnenden Lebensgemeinschaften verändert. Durch die Bildung dichter und großflächiger Matten werden dem Kaktusmoos erhebliche Ökosystemveränderungen zugeschrieben.

## Taxonomie
Die Erstbeschreibung der Moosart erfolgte durch Johannes Hedwig als Dicranum introflexum. Weitere in der Literatur angegebene Synonyme sind: C. polytrichoides auct. p.p. und C. lepidophyllus (C.Muell.) Par. fide sim. In den ersten Jahren der Entdeckung des Kaktusmooses in Deutschland und Nordamerika wurde C. introflexus aufgrund von Verwechslungen für die als C. pilifer bezeichnete Art verwendet. Das heißt, dass ältere Arbeiten über C. introflexus sich auf C. pilifer beziehen. Erst später stellte sich heraus, dass es sich um die südhemisphärisch verbreitete Dicranum introflexum beziehungsweise das heute als C. introflexus bezeichnete Moos handelt.

## Merkmale und Biologie

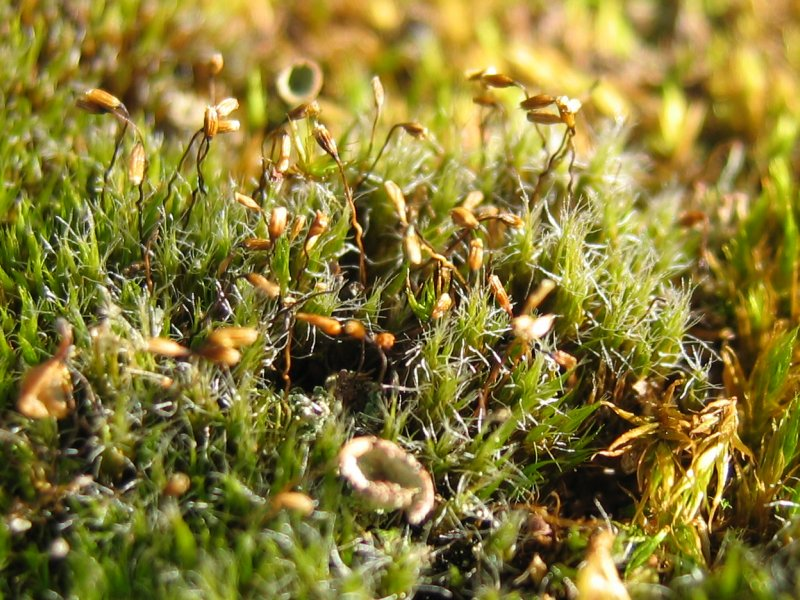
Kaktusmoos (Campylopus introflexus) mit Sporogonen

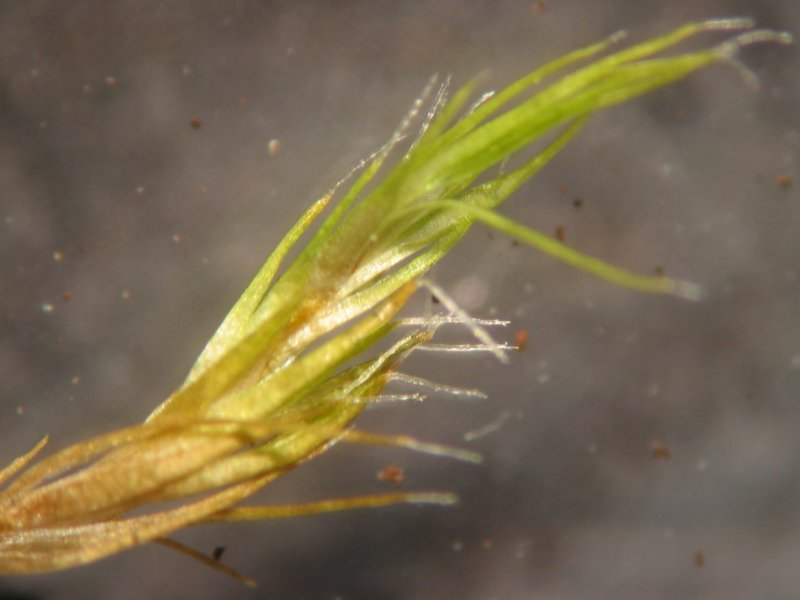
Kaktusmoos (Campylopus introflexus), Detailaufnahme mit Glashaaren

Das gipfelkapselige (akrokarpe) Kaktusmoos wächst in dichten, hell- bis olivgrünen, oft gräulichen und bis zu 5 Zentimeter hohen Matten und ausgedehnten Moosteppichen. Die Stämmchen werden zwischen 0,5 und 5 Zentimeter hoch. Die lanzettlichen und ganzrandigen Blättchen messen 4 bis 6 Millimeter Länge. Sie sind am Blattgrund durchsichtig. Die Blattrippe ist breit und nimmt etwa die Hälfte der Blattbreite ein. Auf dem Rücken der Blattrippe befinden sich zweizellige Lamellen. Auf der Unterseite der Blattrippe befinden sich chlorophylllose, wasserhelle Hyalocyten. Vor allem im oberen Stämmchenbereich laufen diese an der Spitze in ein auffallend rechtwinklig abgebogenes Glashaar aus. Im feuchten Zustand stehen die Blättchen vom Stämmchen ab. Im trockenen Zustand sind sie dagegen anliegend und bilden durch die weißliche-transparenten, abstehenden Glashaare von oben betrachtet weiße Sterne. In Feuchtperioden gewachsene Pflänzchen bilden nur an den unteren Blättchen Glashaare. Die Kapseln sind braun und 1,5 Millimeter lang. Ihr 7 bis 12 Millimeter langer, gelblicher bis brauner Stiel wächst gerade. Es werden meist mehrere Sporophyten an einer Pflanze gebildet.

## Lebensräume
Auf der Südhalbkugel wächst Campylopus introflexus auf vielfältigen Substraten von Meereshöhe bis in Höhen von 200 Metern. In Nordamerika und Europa ist es ein Pionierbesiedler offener, naturnaher und anthropogener Standorte mit trockenen und sauren Böden. Das Moos besiedelt überwiegend Stein- und Sandböden und dringt in Silbergrasfluren der Küsten- und Binnendünen, in Zwergstrauchheiden und Flechten-Kiefernwäldern ein. Es besiedelt ferner offene Sandflächen in Bergbaufolgelandschaften. In Großbritannien wächst es dagegen auf torfigen Böden feuchter Heiden und durch Torfstich und Abbrennen gestörter Moore. Es wächst auf kalkfreien, langfristige trockenen, armen Mineral- und Humusböden in meist sonniger Lage. Seltener besiedelt es morsches Holz.

## Verbreitung und Ausbreitungswege

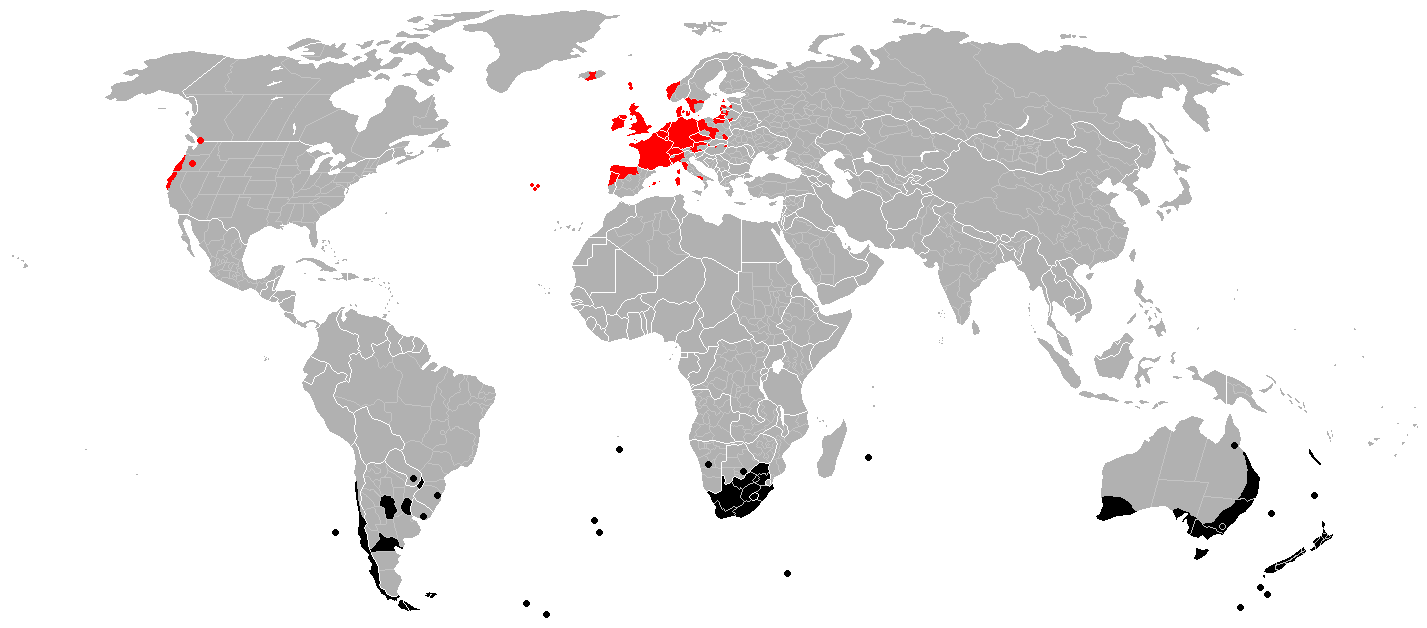
Ursprüngliches Verbreitungsgebiet in Schwarz, neue Populationen in Rot

Das ursprüngliche Verbreitungsgebiet des Kaktusmooses ist die Südhemisphäre. Dort kommt es in Südamerika, Afrika, Australien und den pazifischen Inseln bis in kalt-gemäßigte Klimazonen vor. Es ist in Nordamerika und Europa eingeschleppt worden. In Nordamerika besiedelt es vor allem die Westküste der USA und Kanadas. In Europa wurde erstmals 1941 in England nachgewiesen. Von dort aus hat es sich über weite Teile Europas ausgebreitet. Heute ist es von Island bis Spanien, von Irland bis Polen vorhanden. In Frankreich wurde es 1959 am Kap Finisterre gefunden. Seit 1961 hat es sich in den Niederlanden, seit 1966 in Belgien, seit 1968 in Dänemark, seit 1973 auf den Färöern, seit 1976 in Südschweden, seit 1978 in Westnorwegen und seit 1983 auf Island angesiedelt. In Polen wurde das Moos erstmals 1986 und in den Karpaten 1994 nachgewiesen. Im Jahr 2000 gelangen die ersten Nachweise für Russland und Lettland.
In Deutschland wurde das Kaktusmoos erstmals 1967 bei Münster (Westfalen) nachgewiesen. Es soll über die Niederlande eingewandert sein. Seit 1970 kommt es auf den Ostfriesischen Inseln vor. Das Moos ist in Deutschland mit einem Schwerpunkt im Westen in allen Bundesländern verbreitet mit anhaltender Ausbreitungstendenz und hat vielerorts etablierte Populationen entwickelt. Die Jahre der Erstfunde auf den Ostfriesischen Inseln werden folgendermaßen angegeben: 1970 auf Langeoog, 1975 auf Baltrum, 1976 auf Spiekeroog, 1977 auf Norderney und 1980 auf Borkum, Juist und Wangerooge. 1985 wurde das Moos erstmals am Attersee in Oberösterreich gefunden.
Die Ausbreitung erfolgt zum einen über die ungeschlechtliche Vermehrung durch abgebrochene Stämmchenspitzen. Aus diesen können sich neue Pflanzen bilden. Auch ganze Moospolster können durch Wind, Tiere (Kaninchen, Vögel) und Menschen verfrachtet werden und neue selbst isolierte und weit entfernte Standorte besiedeln. Die regenerationsfreudigen Sprossspitzen werden in der Mehrzahl in jungen Beständen gebildet, so dass diese sehr schnell wachsen. Sie können innerhalb von zehn Jahren mehrere hundert Quadratmeter bedecken. Werden Sporogone gebildet, so produzieren diese zahlreiche zwischen 10 und 14 µm große Sporen, die über weite Distanzen verbreitet werden können. In Deutschland ist die Bildung von Sporogonen nur selten zu beobachten. Die Besiedlung der Färöer-Inseln vor der Besiedlung Norwegens wird als ein Zeichen für die hohe generative Ausbreitungskraft des Mooses gewertet.

## Status und Invasivität
In Österreich wird mit einer weiteren Ausbreitung des Mooses gerechnet. Während das Kaktusmoos in den meisten europäischen Ländern zerstreut vorkommt und als unproblematisch betrachtet wird, hat sich das Moos in den Niederlanden und Belgien in den vergangenen 20 Jahren stark ausgebreitet und gilt hier als Gefährdungsursache für andere Moose und Flechten. Es wird hier als „tankmos“ bezeichnet, da es im Zweiten Weltkrieg mit Panzern ausgebreitet worden sein soll. Auch in Deutschland wird das Moos als problematisch eingestuft und gilt als invasiver Neophyt. Vor allem auf den Ostfriesischen Inseln dringt es invasionsartig in die moos- und flechtenreichen Stadien von Sandtrockenrasen der Graudünen ein. In den Braundünen siedelt es in Lücken von Krähenbeeren- und Besenginsterheiden. Zum Teil wachsen die Moosdecken hier bis zu 10 Zentimeter hoch und bilden bei Trockenheit sogar Trockenrisse´. Stark besiedelte Silbergrasfluren werden zum Teil als eigene pflanzensoziologische Gesellschaft, die Campylopus introflexus-Gesellschaft klassifiziert.

## Ökologische Auswirkungen
Die enorme Ausbreitungskraft auf generativem und vor allem vegetativem Weg macht die Ausbreitung des Kaktusmooses bedenklich.
Die Dominanzbestände des Kaktusmooses gehen entweder aus der Besiedlung offener Flächen oder aus der Verdrängung anderer, zuvor meist bestandsbildender Arten wie beispielsweise Dicranum scoparium, Politrichum juniperum oder P. piliferum hervor. In Silbergrasfluren gehen die Individuenzahlen der meisten charakteristischen Arten zurück und das Erscheinungsbild des Biotops verändert sich. Schließlich bilden sich geschlossene Matten des Mooses, die sich gleichsam wie ein „Leichentuch“ über die Graudünen legen. Neben den Gefäßpflanzen werden vor allem die für Silbergrasfluren kennzeichnenden Moose und Flechten (Cladonia-Arten) verdrängt. Die Moosteppiche können bei Trockenheit Risse bilden und werden durch Tiere umgewühlt, wodurch wiederum offene Stellen entstehen. Diese werden meist rasch vom Kaktusmoos geschlossen. Es ist unbekannt, ob sich in diesen Lücken andere Pflanzen beziehungsweise die ursprüngliche Vegetation etablieren können. Die Verdrängung der typischen Dünenvegetation, welche aufgrund ihrer Seltenheit und Empfindlichkeit zu den schützenswerten Lebensräumen der Fauna-Flora-Habitat-Richtlinie gehören, trägt maßgeblich zu einer Abnahme der Biodiversität und Gefährdung etlicher meist seltener Arten bei. In Küstenheiden Dänemarks reduzieren dichte Bestände des Mooses die Regeneration der Besenheide (Calluna vulgaris), welches mit der Reduzierung der Keimung der Samen aufgrund von Lichtmangel und Trockenheit in den dichten Moosteppichen in Verbindung gebracht wird.
Es wird angenommen, dass die Veränderung der Lebensräume eine Ursache für den Rückgang des Brachpiepers (Anthus campestris) sein könnte. Dieses wird mit einer Verringerung von Gliederfüßern (Arthropoden) als Nahrungsquelle und dem Verlust von geeigneten Brutplätzen in den vom Kaktusmoos dominierten Dünen in Verbindung gebracht. Andere Auswirkungen der Ausbreitung von Campylopus introflexus auf die Tierwelt sind noch nicht bekannt.
Schließlich nehmen die mehrere Zentimeter hohen Moosbestände in unterschiedlicher Weise auf die Standortbedingungen und damit auf die Ökosysteme hinsichtlich Wasserhaushalt und Sukzession zum Teil erheblichen Einfluss. Die dunklen Moospolster erwärmen sich schneller als die angrenzenden hellen Sandbereiche, was eine stärkere Austrocknung der Sandlebensräume zur Folge hat. Andererseits speichern die Moospolster und -teppiche auch mehr Wasser. Ob dadurch die Wasserbilanz der Ökosysteme ausgeglichener ist, ist noch unklar. Die Besiedlung von Sandlebensräumen mit dem Kaktusmoos beschleunigt die natürliche Sukzession der Vegetation insofern, als die Sande durch das Moos festgelegt werden und Pflanzen wie die Besenheide und die Draht-Schmiele (Deschampsia flexuosa) in der Lage sind sich hier anzusiedeln. Es ist noch nicht bekannt, wie sich eine beschleunigte Sukzession auf die Ökosystemdynamik auswirken wird.